# Kristy Scrymgeour
Kristy Scrymgeour, née le 20 septembre 1973 en Australie, est une ancienne coureuse cycliste professionnelle australienne. Elle est championne d'Australie du contre-la-montre en 1999. Elle fait partie de l'équipe Saturn de 2001 à 2002. À partir de 2007, elle occupe des fonctions de direction dans l'équipe T-Mobile qui prend plusieurs autres noms par la suite. Elle s'occupe plus particulièrement des femmes et en 2011, quand l'équipe masculine est dissoute, elle trouve les sponsors pour maintenir l'équipe féminine. Elle est donc la propriétaire et directrice de l'équipe Specialized-Lululemon.

## Biographie

### Jeunesse et études
Scrymgeour n'est pas issue d'une famille cycliste. Elle pratique le basketball dans sa jeunesse. Elle commence le cyclisme à l'université, afin de participer aux championnats inter-université, une compétition plutôt festive. Elle fait alors des études afin de devenir professeur de sciences.

### Carrière cycliste
Elle décide de commencer une carrière cycliste et part 4 ans en Europe puis 2 ans aux États-Unis afin de concourir. Vivre loin de sa famille est alors difficile pour elle.
En 1999, elle est membre de l'équipe Juice Plus. Elle remporte le championnat d'Australie de contre-la-montre.
Elle fait partie de l'équipe Saturn de 2001 et à 2002, une des équipes ayant le plus gros budget du cyclisme féminin. À 29 ans, elle met fin à sa carrière avant tout pour des raisons financières,.

### Travail pour Cycling news
Après son retrait des compétitions, Kristy Scrymgeour pense retourner en Australie enseigner les sciences. Cependant Gerry Knapp, le propriétaire de cyclingnews, la contacte pour prendre en main la partie nord-américaine du site. L'Australie est également sous sa responsabilité. Elle occupe officiellement un poste d'agent commercial, elle doit donc vendre de la publicité pour le site, tout en gérant le projet éditorial. Ces fonctions lui permettent également d'étendre son réseau dans le milieu cycliste. Elle fait également du journalisme.

### Dans l'encadrement de l'équipe High Road
En 2007, Bob Stapleton, l'ancien manager de l'équipe féminine T-Mobile doit se consacrer plus spécialement à l'équipe masculine. Il reste le chef de la structure englobant les deux équipes, mais nomme Kristy pour s'occuper des femmes. Elle devient donc team manager de l'équipe T-Mobile Women. Anna Wilson, une autre ancienne de Saturn, devient directrice sportive,.
Au bout de six mois, Stapleton la convainc de changer de poste et de devenir Marketing and Communications Director pour les deux équipes. Scrymgeour explique qu'il voulait éviter qu'elle ne se concentre exclusivement sur l'équipe féminine.
Avec le retrait du sponsor T-Mobile, l'équipe change plusieurs fois de nom : d'abord High Road Women, puis Columbia Women, Columbia-Highroad Women, Columbia-HTC Women, HTC-Columbia Women et enfin HTC-Highroad Women au gré des partenaires. L'équipe masculine et féminine sont rassemblées dans la même structure. Scrymgeour garde toujours sa fonction.

### Directrice de l'équipe Specialized-Lululemon
Fin 2011, faute de partenaire, l'équipe masculine est dissoute. Kristy Scrymgeour parvient alors à maintenir l'équipe féminine grâce au concours des entreprises Specialized, un fabricant de cycle, et Lululemon Athletica, une entreprise d'habillement sportif. Elle devient aussi propriétaire de la structure. Elle n'est donc plus sous la direction de Stapleton, même si celui-ci continue de regarder l'équipe d'un regard bienveillant et que la structure High road continue à sponsoriser l'équipe.
Kristy accorde beaucoup d'importance à l'état d'esprit des coureuses pour le recrutement. Il faut qu'elles aient l'esprit d'équipe. Elle aime les tempéraments offensifs.
Scrymgeour a formulé à de multiples reprises son engagement pour le développement du sport cycliste féminin dans son ensemble. Elle pense que l'exemple à suivre est celui du tennis féminin. Le manque de couverture médiatique est selon elle le principal obstacle à relever,,.

## Palmarès sur route
- 1999
  -  Championne d'Australie du contre-la-montre
- 2000
  - 3e du championnat d'Australie du contre-la-montre